# Carrizal, Chiapas
Carrizal är en ort i Mexiko.   Den ligger i kommunen Tapachula och delstaten Chiapas, i den sydöstra delen av landet, 900 km sydost om huvudstaden Mexico City. Carrizal ligger 1 812 meter över havet och antalet invånare är 327.
Terrängen runt Carrizal är bergig åt sydväst, men åt nordost är den kuperad. Runt Carrizal är det ganska tätbefolkat, med 172 invånare per kvadratkilometer. Närmaste större samhälle är Motozintla de Mendoza, 17,8 km norr om Carrizal. I omgivningarna runt Carrizal växer i huvudsak städsegrön lövskog.